# Edgard Pisani

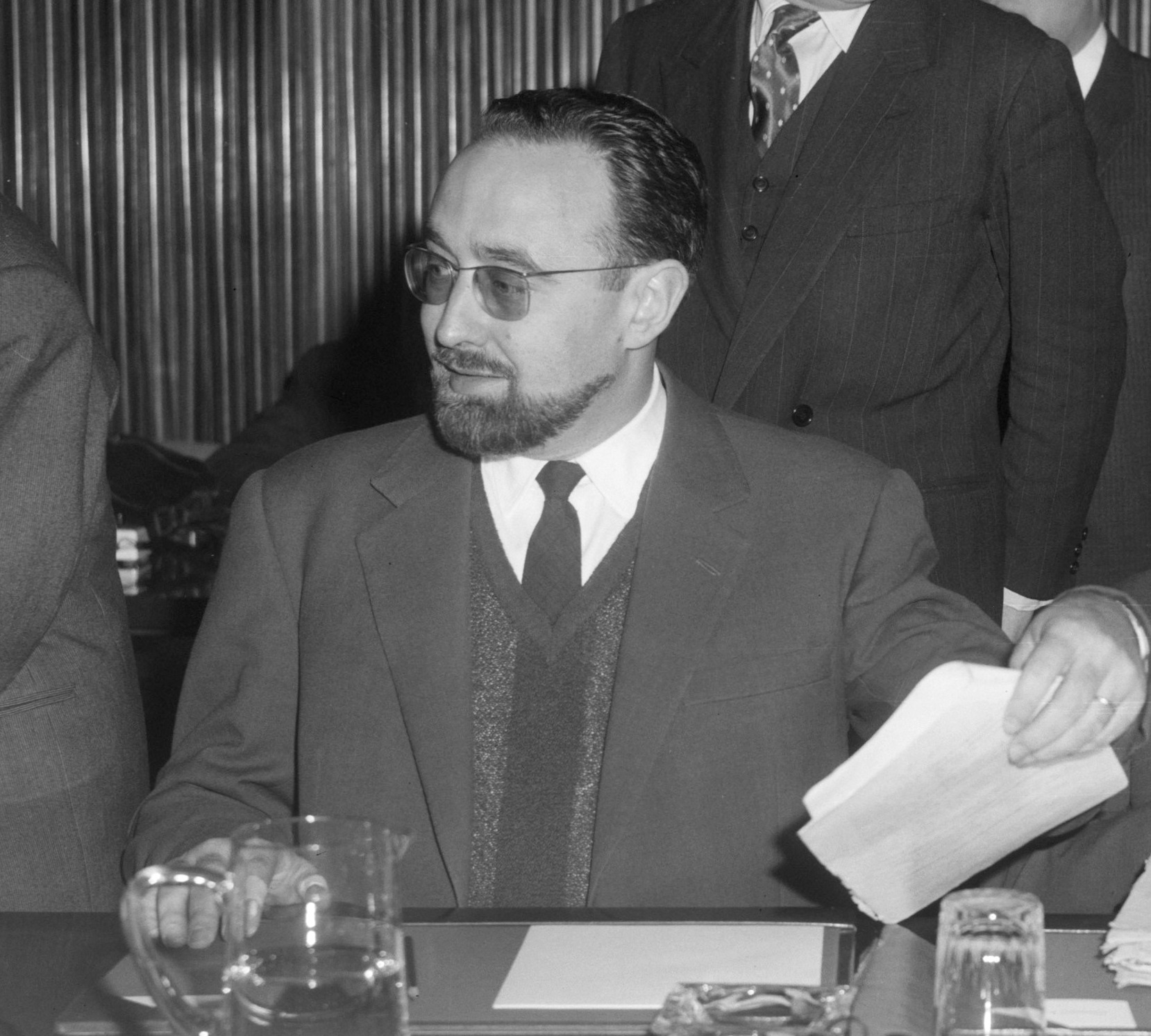
Edgard Pisani en 1964.

Edgard Pisani (Túnez, 9 de octubre de 1918-20 de junio de 2016) fue un político francés, ministro en diversos gobiernos de su país y miembro de la comisión Thorn entre 1981 y 1985.

## Biografía
Nació en la ciudad de Túnez, que en aquellos tiempos formaba parte de Francia, pero que hoy en día es capital del país homónimo, Túnez, proveniente de una familia de origen maltés. A los 18 años se trasladó a París y ante el estallido de la Segunda Guerra Mundial participó en la Resistencia francesa, siendo de vital importancia el papel que desempeñó en la liberación de la Prefectura de París, lo que le valió para entrar a formar parte del Consejo Nacional de la Resistencia (CNR).
Entre 1988 y 1995 presidió el Instituto del Mundo Árabe.

## Actividad política
En 1946 fue nombrado director del Gabinete del Ministro de Interior, llegando a ser prefecto del departamento del Alto Loira y Jefe del Estado Mayor de la Defensa nacional. Al año siguiente fue nombrado prefecto del departamento del Alto Marne, y en 1954 fue escogido senador en representación de este departamento por el grupo de izquierda de la Coalición Democrática de la Izquierda Republicana, escaño que no abandona hasta 1961. El primer ministro de Francia Michel Debré lo nombra Ministro de Agricultura entre 1961 y 1962, cargo en el que fue reafirmado por Georges Pompidou entre 1962 y 1966. En este periodo Pisani se convirtió en uno de los principales artífices en definir la política agrícola común de la CEE. Entre 1966 y 1967 fue ministro de Equipamiento y Vivienda, presentó su dimisión en abril de 1967.
Consejero general del cantón de Montreuil-Bellay entre 1964 y 1965, aquel año fue elegido alcalde de este municipio, cargo que ocupó hasta 1975.
Fundador del 'Movimiento por la Reforma' (MPR, gaullista de izquierda), en 1967 fue elegido como diputado en la Asamblea Nacional de Francia, escaño que dejará un año después. Posteriormente, entre 1974 y 1981 fue escogido nuevamente senador, representando esta vez al Partido Socialista (PS).
En mayo de 1981 fue nombrado miembro de la Comisión Europea, en substitución de Claude Cheysson, llegando a ser Comisario Europeo de Desarrollo. En 1985 fue nombrado Alto Comisionado de la República en Nueva Caledonia, cargo que ocupó entre mayo y noviembre de ese año.
Falleció a la edad de 97 años, el 20 de junio de 2016.

## Obra escrita
- 1969: La Région : pour quoi faire
- 1974: Le Général indivis
- 1978: Socialiste de raison
- 1988: Pour l'Afrique
- 1992: Persiste et signe
- 1994: Pour une agriculture marchande et ménagère
- 1996: Entre le marché et les besoins des hommes. Agriculture et sécurité alimentaire mondiale
- 2004: Un vieil homme et la Terre
- 2006: Vive la révolte !
- 2007: Une politique mondiale pour nourrir le monde
- 2008: Le Sens de l'État
- 2013: Pistes à réflexion
- 2015: Croire pour vivre: méditations politiques